# Kummelnäs kapell
Kummelnäs kapell är ett kapell som tillhör Boo församling i Stockholms stift. Kapellet ligger i tätorten Kummelnäs i Nacka kommun.

## Kyrkobyggnaden
Träkapellet uppfördes 1925 av medlemmarna i Östra Kummelnäs förening för kristlig verksamhet. Ritningarna var gjorda av ingenjör Sjunnesson som var en av föreningsmedlemmarna. Under åren förföll kapellet och 1981 övertogs det av Boo församling. Idag används kapellet som lokal för kyrkans barnverksamhet.
Kapellet består av långhus med nordöstlig-sydvästlig orientering. Vid nordöstra kortsidan finns ett smalare polygonalt kor. Vid sydvästra kortsidan finns ett utbyggt vapenhus som tidigare var veranda.
Byggnaden har ytterväggar klädda med liggande vitmålad fjällpanel och ett sadeltak belagt med svart plåt. Ovanför sydvästra taknocken ovanför ingången finns en takryttare för kyrkklockan.

## Inventarier
- En elektrisk ljuskrona är från omkring år 1900.
- Ett fristående altarbord och kyrkbänkar är brunlaserade och hör till kapellets ursprungliga inredning.
- Predikstol och dopfunt saknas.

### Webbkällor
- Kummelnäs kapell, Stockholm 2008, © Stockholms stift, Text: Kersti Lilja, Foto: Mattias Ek
- Boo församling